# Біличанська вулиця
Білича́нська ву́лиця — вулиця у Святошинському районі міста Києва, житловий масив Академмістечко. Пролягає від вулиці Гетьмана Кирила Розумовського до вулиці Василя Стуса. 

## Історія
Вулиця виникла в першій половині XX століття на Білицькому шляху (до селища Біличі). Мала назву Біличанська дорога, у 1950-х роках отримала сучасну назву. В 1977 році вулицю було приєднано до Радгоспної вулиці. У 1993 році після спорудження нових багатоповерхових будинків назву вулиці було поновлено. 

## Зображення

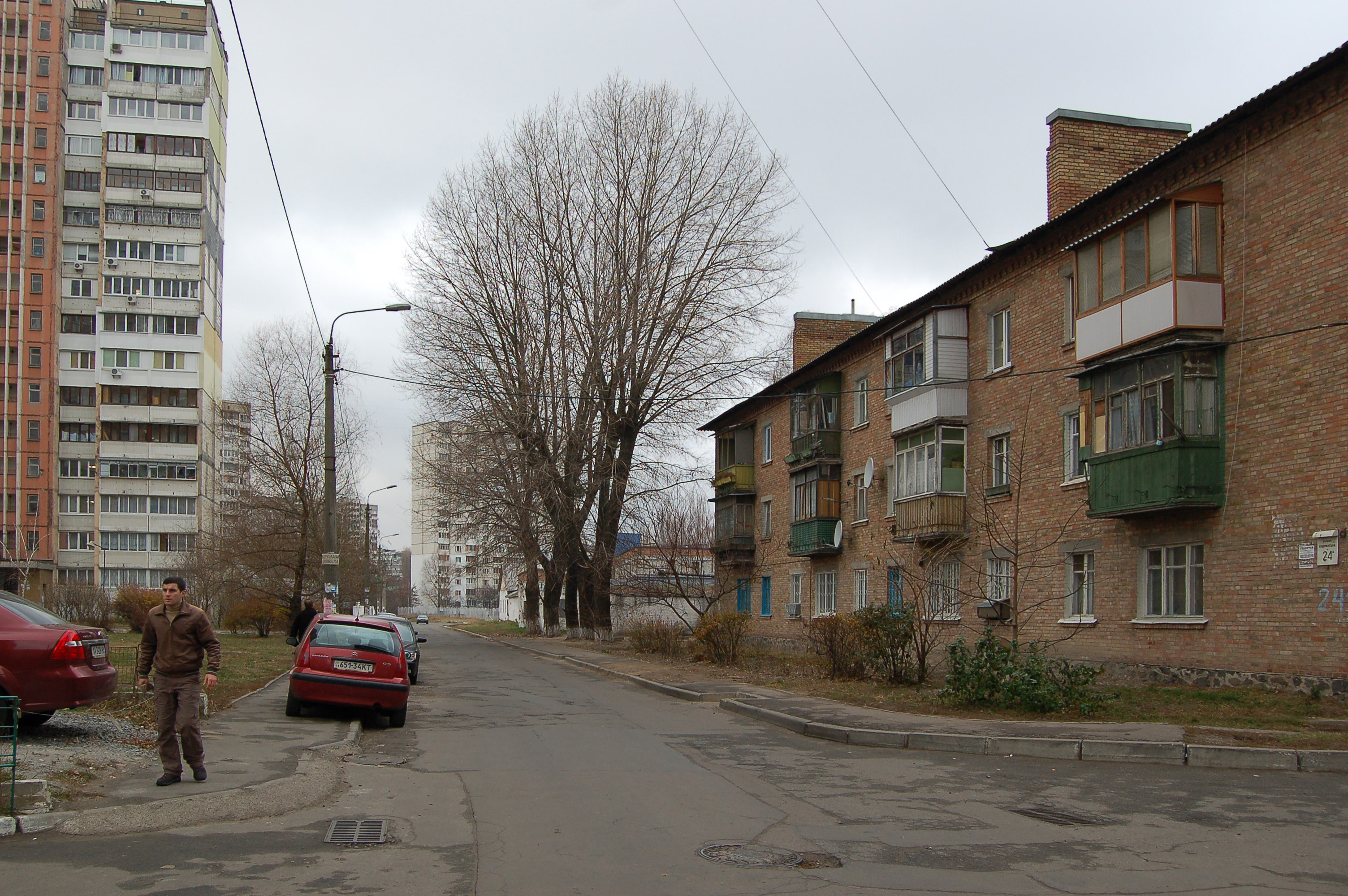
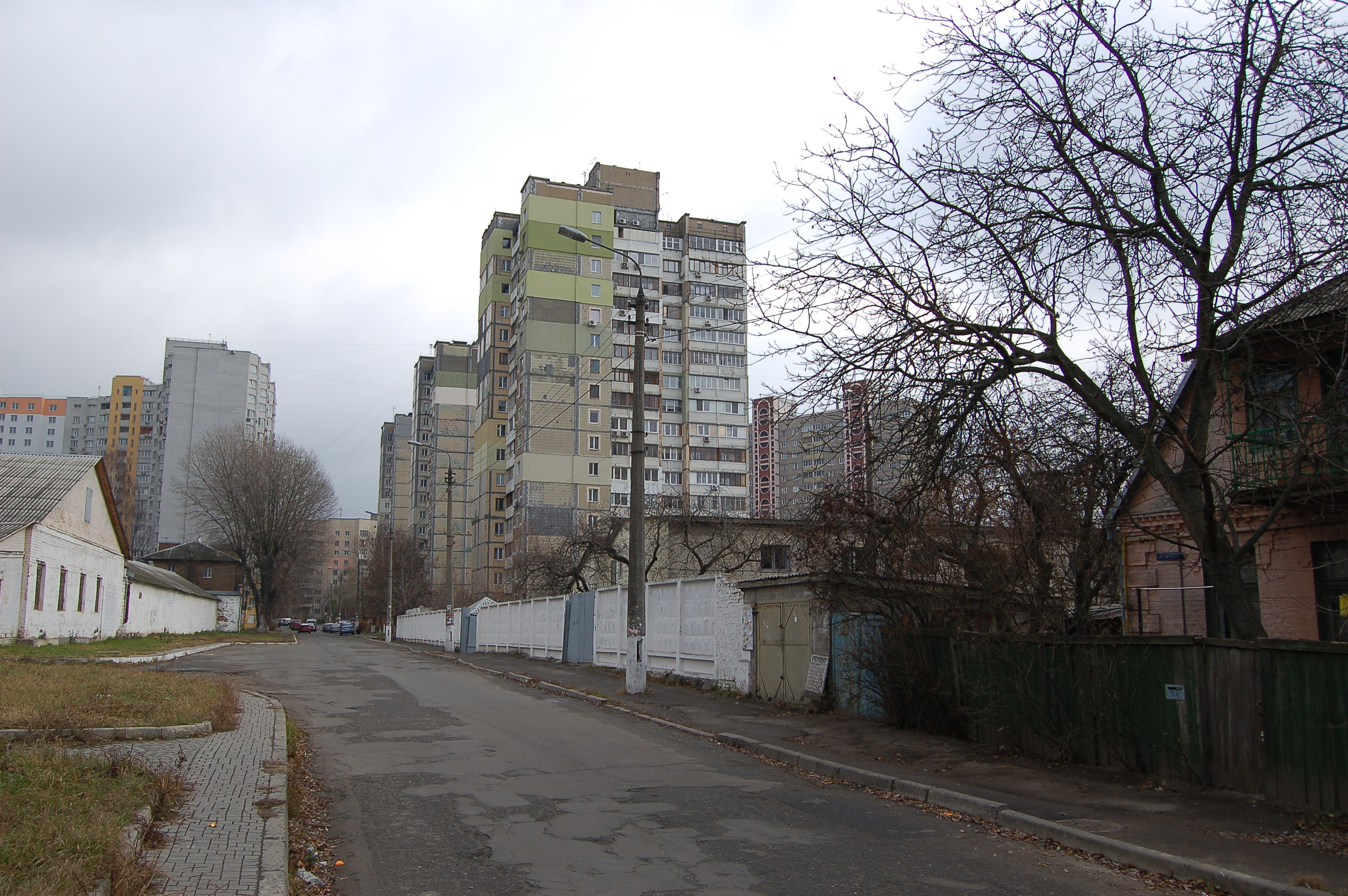
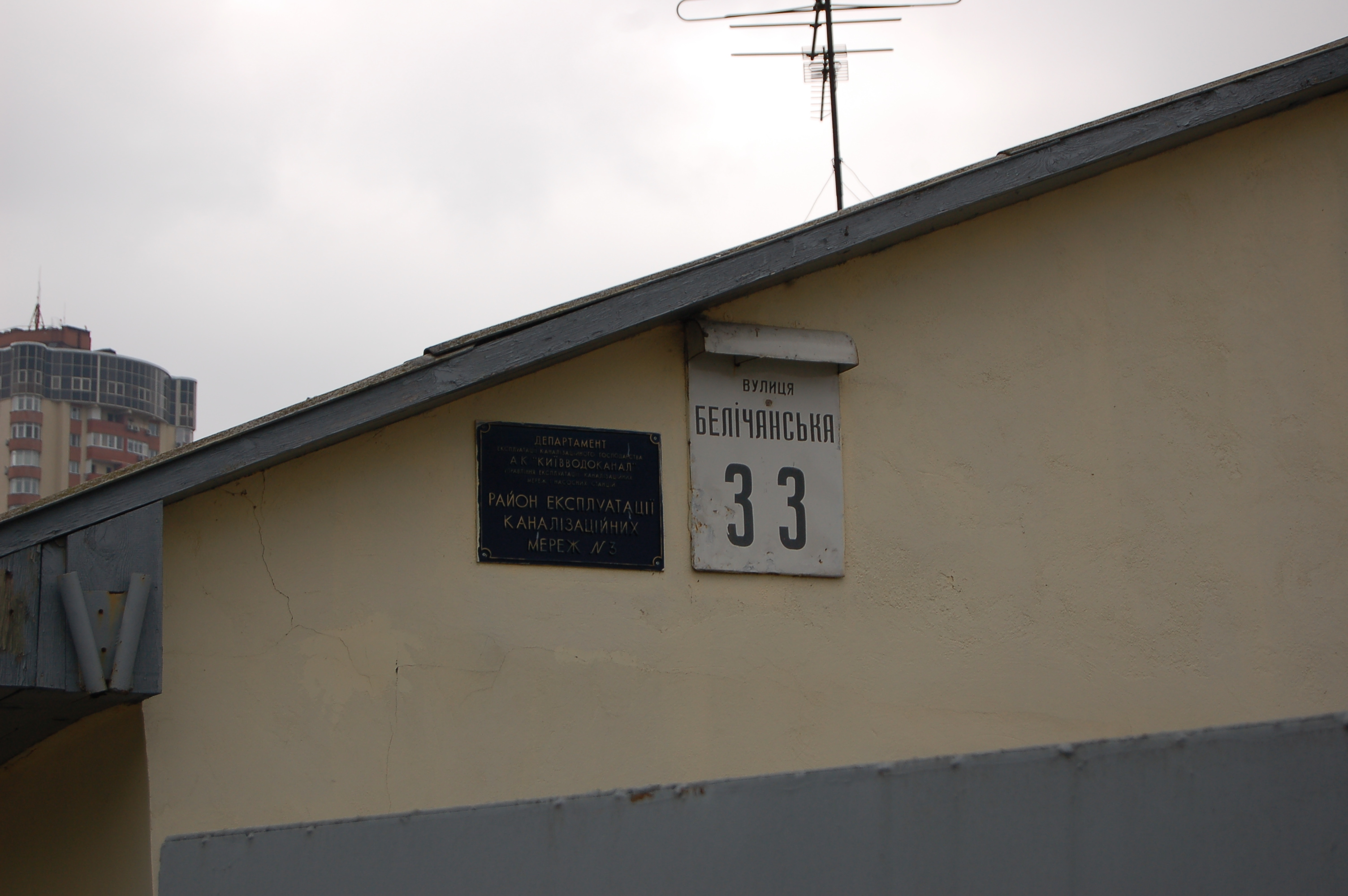
Адресна табличка з помилкою у назві
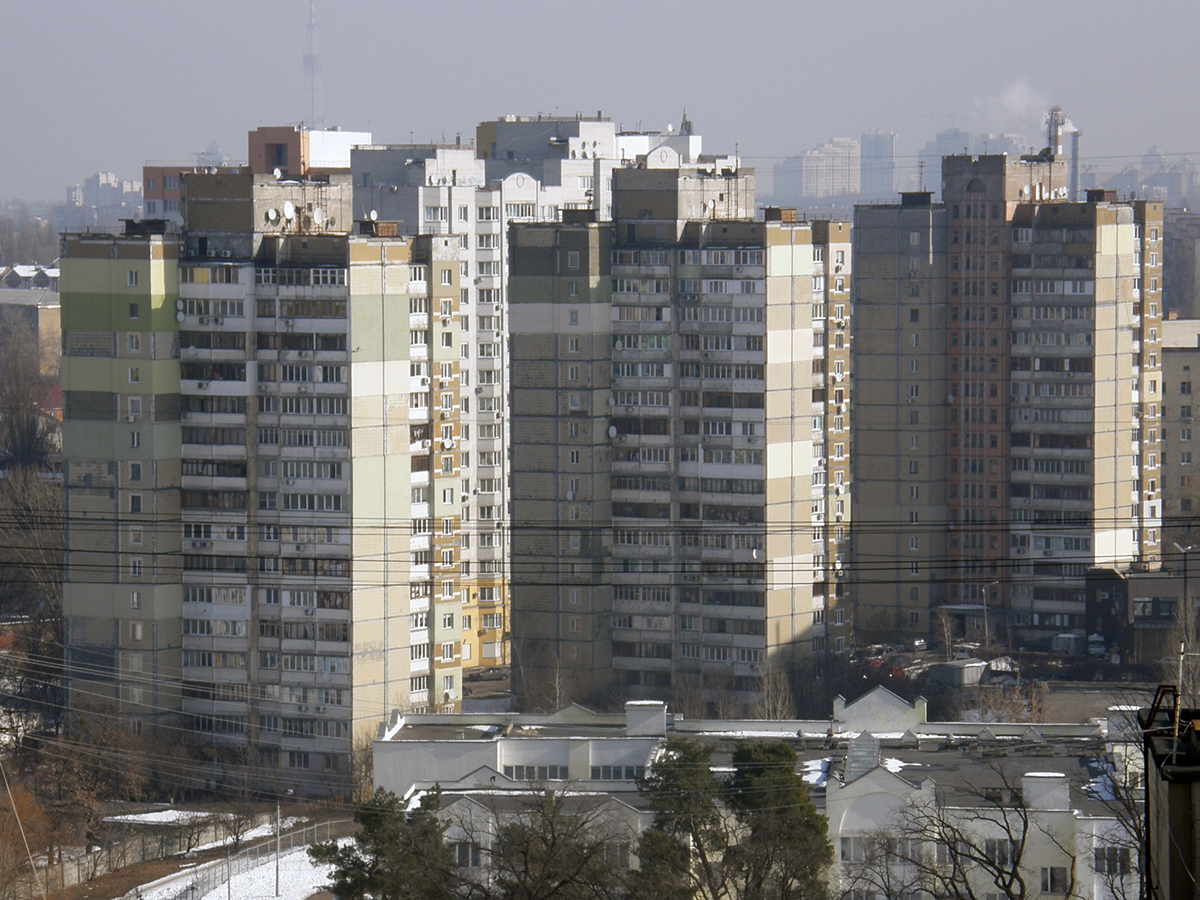
№№ 5, 3, 1 – будинки серії Т-2, 1993